# John Crowley
John Michael Crowley (ur. 1 grudnia 1942 w Presque Isle, Maine) – amerykański pisarz, znany z utworów nawiązujących do realizmu magicznego i fantasy, oraz twórca filmów dokumentalnych. Jego najbardziej znana powieść, Małe, duże, zdobyła nagrodę World Fantasy w 1981 r. W 2006 r. pisarz powtórnie otrzymał to wyróżnienie za całokształt twórczości.

## Twórczość powieściowa
- Cykl Ægypt
  - Ægipt. Samotnie (The Solitudes 1987 – pierwotnie powieść ukazała się jako Ægypt, wyd. pol. Solaris 2008)
  - Miłość i sen (Love&Sleep 1994, wyd. pol. Solaris 2009)
  - Demonomania (Dæmonomania 2000, wyd. pol. Solaris 2010)
  - Endless Things (2007)
- Inne utwory
  - The Deep (1975)
  - Beasts (1976)
  - Późne lato (Engine Summer 1979, wyd. polskie Mag 1997)
  - Małe, duże (Little, Big 1981, wyd. polskie Rebis 1994)
  - The Translator (2002)
  - Novelties&Souvenirs (2004)
  - Lord Byron's Novel: The Evening Land (2005)